# Resusci Anne

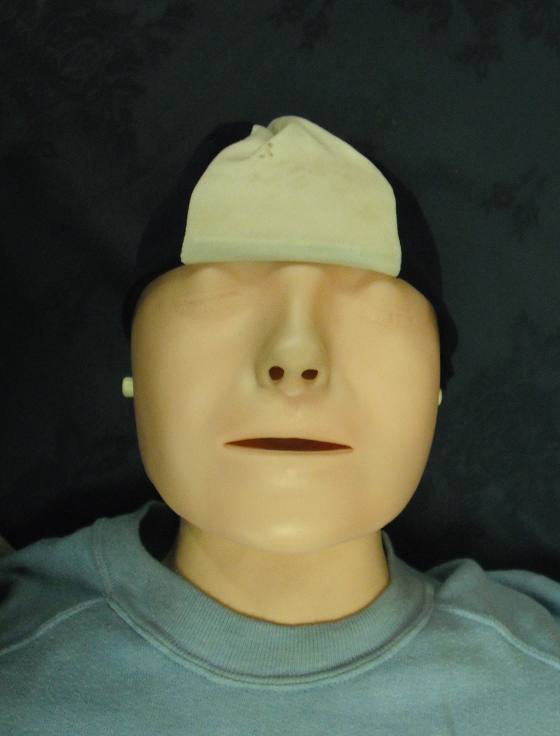
Mannequin Resusci Anne.

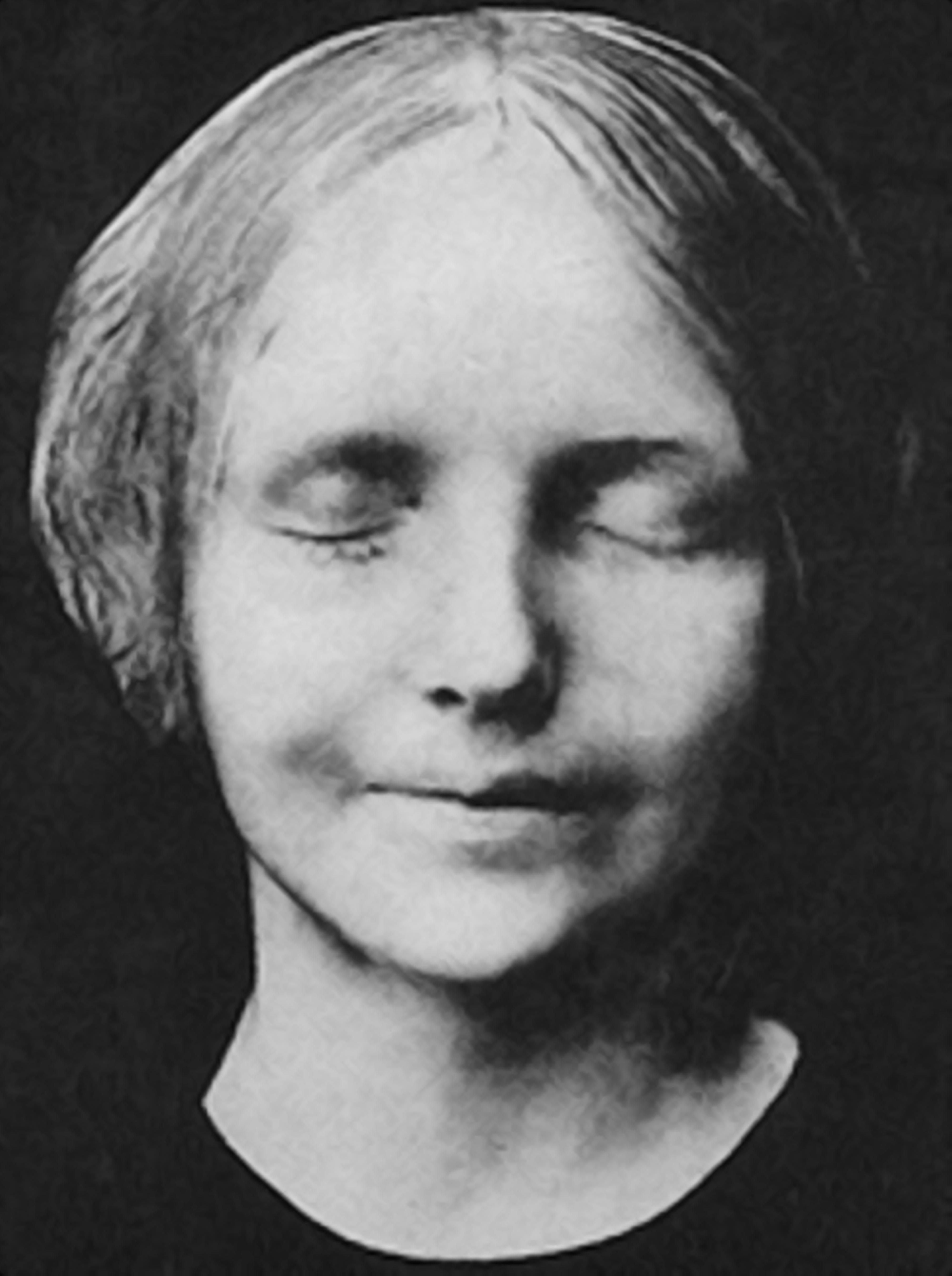
Masque de l'inconnue de la Seine

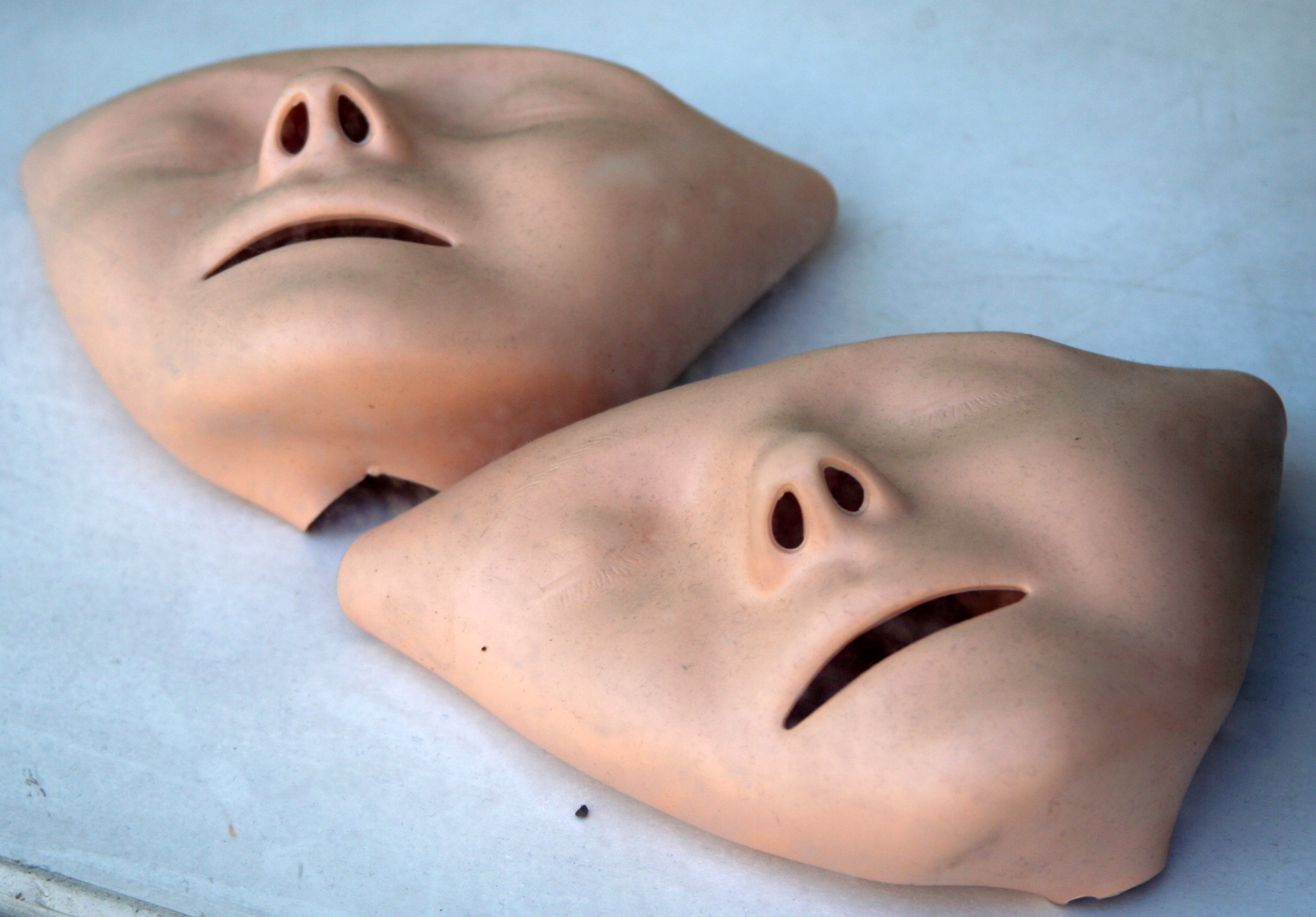
Masques d’entraînement.

Resusci Anne, aussi connu comme Rescue Anne, Resusci Annie ou RCP Annie, est un mannequin d'entraînement utilisé pour la réanimation cardiopulmonaire (RCP).

## Description
Resusci Anne a été développée par un fabricant de jouets norvégien Åsmund Laerdal, basée sur les recherches de Peter Safar et James Elam (en), et a été introduit pour la première fois en 1960. Le mannequin est conçu pour simuler l'appareil respiratoire d'un être humain et la forme d'un corps humain pour faciliter l'entraînement.
Depuis sa création, différentes versions de Resusci Anne ont été développées, dont des versions incluant un ordinateur ou simulant des urgences médicales comme des blessures graves et des traumatismes.
Le visage de Resusci Anne est basé sur le masque mortuaire de l'Inconnue de la Seine, une jeune femme non identifiée retrouvée noyée dans la Seine dans les années 1880,. Ce mannequin est notamment employé pour l'apprentissage de l'insufflation en bouche-à-bouche, elle y gagne ainsi le surnom de « femme la plus embrassée du monde ».

## Anecdote
Michael Jackson utilise comme gimmick la phrase "Annie are you ok ? / are you ok Annie ?" dans sa chanson Smooth Criminal en référence à la phrase que l'on doit prononcer lors des exercices de réanimation avec le mannequin.